# Limburgo (regione)
Limburgo è il nome di due differenti province confinanti, una nei Paesi Bassi e una in Belgio. La regione storica si estende, oltre alle due già citate entità amministrative a una piccola parte della Renania Settentrionale-Vestfalia in Germania.
Trae origine dal Ducato di Limburgo e si identifica con tutta l'area in cui si parla il limburghese, estendendosi alla Doppia Signoria di Maastricht di dominazione brabantina in condominio col Principato vescovile di Liegi e le zone limitrofe la città.
L'area, di tradizione cattolica, è sempre stata una zona di confine sotto il controllo delle diverse potenze dell'area. Parte sotto il dominio asburgico, parte sotto il dominio della chiesa e parte sotto il dominio repubblicano l'area si trovò unita dopo l'invasione napoleonica del Belgio (1793-1794) nel neo-costituito Dipartimento della Mosa Inferiore.
Dopo il Congresso di Vienna, gli odierni Belgio, Paesi Bassi, già parte dell'impero francese, furono costituiti in una singola nazione, il Regno Unito dei Paesi Bassi, e il Limburgo, fatta eccezione della parte tedesca, ne venne ad essere una provincia.
Nel 1830 il Belgio, dopo che la componente francofona diede luogo alla Rivoluzione belga, si staccò dai Paesi Bassi. In quel momento la provincia di Limburgo fu la prima a passare sotto il governo belga. Successivamente, con il Trattato di Londra, la provincia venne divisa in due parti distinte: la parte ad est venne affidata ai Paesi Bassi e la parte ad ovest al Belgio, una divisione che persiste tutt'oggi.

## Inno
Waar in 't bronsgroen eikenhout è l'inno ufficiale della regione del Limburgo, sia in Belgio che nei Paesi Bassi.

## Lingua
Poiché il Limburgo è situato nelle Fiandre e nei Paesi Bassi, la lingua ufficiale del Limburgo è l'olandese, ma la lingua limburghese, con i suoi dialetti, viene parlata in tutta la regione. Lo stato del limburghese è stato migliorato grazie alla legislazione comunitaria europea, ma le autorità nazionali belghe si astengono dal sostenere la decisione. Nei Paesi Bassi il limburghese riceve una moderata protezione in base al capitolo due dello Statuto europeo per le lingue regionali o minoritarie.